# Боген (град)
Боген (њем. Bogen) град је у њемачкој савезној држави Баварска. Једно је од 37 општинских средишта округа Штраубинг-Боген. Према процјени из 2010. у граду је живјело 10.147 становника. Посједује регионалну шифру (AGS) 9278118.

## Географски и демографски подаци
Боген се налази у савезној држави Баварска у округу Штраубинг-Боген. Град се налази на надморској висини од 322 метра. Површина општине износи 49,7 km².

## Становништво
У самом граду је, према процјени из 2010. године, живјело 10.147 становника. Просјечна густина становништва износи 204 становника/km².

## Међународна сарадња
| Мјесто         | Држава    | Врста сарадње | Од    |
| -------------- | --------- | ------------- | ----- |
| Артез де Беарн | Француска | партнерство   | 1982. |
| Арко           | Италија   | партнерство   | 1991. |
| Извор          |           |               |       |